# Powhatan-Klasse
Die Powhatan-Klasse ist eine Klasse schwerer Hochseeschlepper der United States Navy. Die Schiffe sind seit 1979 als Ozeanschlepper und Bergungsschiffe im Einsatz bei der US-Marine.

## Geschichte

### Entwicklung und Bau
Die Schlepper wurden ab Juli 1974 nach einer Studie des Center for Naval Analyses als Ersatz für die Hochseeschlepper der Navajo- und Abnaki-Klasse, die noch aus dem Zweiten Weltkrieg stammten, entwickelt. Sie sollten auch als multifunktionale Rettungs- und Bergungsschiffe einsetzbar sein. Als Grundlage für den Entwurf des Schiffes nahmen die Entwickler zivile Hochseeversorgungsschlepper, wie sie bei Bohrinseln verwendet werden. Dieser Entwurf sollte die Betriebskosten der Schiffe reduzieren, er wurde aber an die militärischen Bedürfnisse angepasst, um die Einsetzbarkeit zu erhöhen. Der Bauauftrag für die ersten fünf Einheiten erging am 12. September 1975 an die Marinette-Marine-Werft (heute Lockheed Martin) in Marinette, Wisconsin. Das erste Schiff, die Powhatan, wurde am 30. September 1976 auf Kiel gelegt. Sie lief am 24. Juni 1978 vom Stapel und wurde am 15. Juni 1979 beim Military Sealift Command der US Navy in Dienst gestellt. Das zweite Baulos von fünf Schiffen wurde am 27. Februar 1978 geordert, zwei Schiffe wurden jedoch wieder storniert. Das letzte Schiff, die Apache, wurde nach zwei Jahren Bauzeit am 23. Juli 1981 an die Marine übergeben. Die Baukosten betrugen pro Schiff etwa 17 Millionen US-Dollar, das gesamte Programm schlug mit etwa 108 Millionen Dollar zu Buche, zusätzlich fielen pro Schiff etwa 650.000 Dollar an Ausrüstungskosten an.

### Benennung
Die Benennung der Schiffe erfolgt nach berühmten Indianerstämmen aus dem Gebiet der Vereinigten Staaten. Das Typschiff und damit die Klasse wurde nach der Indianerföderation der Powhatan aus Virginia benannt.

### Gegenwart und Zukunft
Vier der Schiffe wurden an der Ostküste der USA stationiert, drei an der Westküste. Die beiden ältesten Schiffe der Klasse wurden 1999 ausgemustert, 2005 wurde die Mohawk ebenfalls außer Dienst gestellt. Die übrigen vier Schiffe werden noch einige Zeit im Dienst des Military Sealift Command bleiben.

## Einheiten
| Name Taktische Kennung | Kiellegung Stapellauf Indienststellung Außerdienststellung      | Verbleib | Bild |
| ---------------------- | --------------------------------------------------------------- | --- | ---- |
| Powhatan T-ATF-166     | 30. September 1976 24. Juni 1978 15. Juni 1979 26. Februar 1999 | Nach Außerdienststellung an einen privaten Betreiber verleast; am 26. Februar 2008 als Inebolu (A-590) bei der türkischen Marine in Dienst gestellt |      |
| Narragansett T-ATF-167 | 5. Mai 1977 12. Mai 1979 9. November 1979 18. Oktober 1999      | Die Narragansett diente von 1979 bis 1999 in der US-Marine, danach wurde sie der Reserveflotte überstellt. Die endgültige Streichung aus dem Schiffsregister erfolgte am 5. Juni 2002. Das Schiff wird heute von Donjon Marine in Hillside, New Jersey betrieben und hat als Heimathafen San Francisco, Kalifornien. Das Schiff wurde am 5. Mai 1977 bei der Marinette-Marine-Werft in Marinette, Wisconsin auf Kiel gelegt. Der Stapellauf fand am 12. Mai 1979 statt, nach weiteren Ausrüstungsarbeiten wurde die Narragansett am 9. November 1979 an das Military Sealift Command der US Navy übergeben. Sie wurde der Pazifikflotte zugeteilt. Im Herbst 1983 war sie an der Suchoperation nach dem Abschuss von Korean-Airlines-Flug 007 durch sowjetische Abfangjäger eingesetzt. Von Bord des Schleppers wurde ein Tauchroboter zur Untersuchung des Meeresbodens eingesetzt. Anfang April 1992 schleppte der Schlepper dann das Schlachtschiff Missouri nach seiner letzten Ausmusterung von Long Beach, Kalifornien zum Puget Sound Naval Shipyard in Bremerton, Washington. Der Schlepper wurde am 18. Oktober 1999 außer Dienst gestellt und in die Reserveflotte überführt. Nach der Streichung aus dem Schiffsregister im Juni 2002 wurde die Narragansett als Hafenschlepper an die Naval Air Station Patuxent River in Maryland überstellt. |      |
| Catawba T-ATF-168      | 14. Dezember 1977 22. September 1979 28. Mai 1980 -             | Die Catawba gehört seit 1980 zur US-Marine. Sie wurde am 14. Dezember 1977 bei der Marinette-Marine-Werft in Marinette, Wisconsin auf Kiel gelegt. Der Stapellauf fand am 22. September 1979 statt. Nach erfolgter Ausrüstung wurde die Catawba am 28. Mai 1980 an das Military Sealift Command der US-Marine übergeben und der US-Pazifikflotte zugeteilt. Am 29. Oktober 2000 schleppte die Catawba die schwer beschädigte Cole aus dem Hafen von Aden, um sie auf das Hebeschiff Blue Marlin zu bugsieren. 2009 versorgte der Schlepper den Frachter Faina mit Treibstoff und Lebensmitteln, nachdem dieser mehrere Monate in der Hand somalischer Piraten gewesen war. Sie gehört derzeit zur Military Sealift Command (MSC) Pacific Support Force und wird weltweit eingesetzt. |      |
| Navajo T-ATF-169       | 14. Dezember 1977 20. Dezember 1979 13. Juni 1980 -             | Gehört zur Naval Fleet Auxiliary Force und wird weltweit eingesetzt. |      |
| Mohawk T-ATF-170       | 22. März 1979 17. Mai 1980 16. Oktober 1980 15. August 2005     | Die Mohawk diente von 1980 bis 2005 in der US-Marine. Das Schiff wurde am 22. März 1979 bei der Marinette-Marine-Werft in Marinette, Wisconsin auf Kiel gelegt. Der Stapellauf fand am 17. Mai 1980 statt und nach weiteren Ausrüstungsarbeiten wurde die Mohawk am 16. Oktober 1980 an das Military Sealift Command der US Navy übergeben. Sie wurde der US-Atlantikflotte zugeteilt und in der Naval Amphibious Base Little Creek in Little Creek, Delaware stationiert. Der Schlepper wurde am 15. August 2005 außer Dienst gestellt und der Reserveflotte zugeteilt. |      |
| Sioux T-ATF-171        | 22. März 1979 15. November 1980 1. Mai 1981 -                   | Die Sioux dient seit 1981 in der US-Marine. Das Schiff wurde am 22. März 1979 bei der Marinette-Marine-Werft in Marinette, Wisconsin auf Kiel gelegt. Der Stapellauf fand am 15. November 1980 statt und nach weiteren Ausrüstungsarbeiten wurde die Sioux am 1. Mai 1981 an das Military Sealift Command der US Navy übergeben. Sie wurde ursprünglich der US-Pazifikflotte zugeteilt, gehört derzeit aber zur Naval Fleet Auxiliary Force und wird weltweit eingesetzt. Im Frühjahr 1987 begleitete der Schlepper das Lazarettschiff Mercy auf seinen Einsatzfahrten. Im Januar 1990 war er an der Bergung eines notgewasserten UH-60 Seahawk beteiligt. Regelmäßig wird die Sioux von der Scripps Institution of Oceanography angefordert, um die antriebslose FLoating Instrument Platform ins Forschungsgebiet zu schleppen. |      |
| Apache T-ATF-172       | 22. März 1979 28. März 1981 23. Juli 1981 August 2022           | Die Apache wurde 1981 in Dienst gestellt und war das fünfte Schiff der US-Marine mit diesem Namen. Das Schiff wurde am 22. März 1979 bei der Marinette-Marine-Werft in Marinette, Wisconsin auf Kiel gelegt. Der Stapellauf fand am 28. März 1981 statt, nach weiteren Ausrüstungsarbeiten wurde die Apache am 23. Juli 1981 an das Military Sealift Command der US Navy übergeben. Sie wurde der US-Atlantikflotte zugeteilt und in der Naval Amphibious Base Little Creek in Little Creek, Delaware stationiert. Derzeit gehört das Schiff aber zur Naval Fleet Auxiliary Force und wird weltweit eingesetzt. Die Apache schleppte im Herbst 1982 die Iowa zur Reaktivierung nach New Orleans, wo sie bei Avondale Shipyards für ihren neuen Einsatz vorbereitet wurde. Im Sommer 2006 war die Apache vor der westafrikanischen Küste eingesetzt. Zum Jahreswechsel 2015/16 lieferte einer ihrer Tauchroboter Bilder vom Wrack der gesunkenen El Faro. Das Schiff wurde im August 2022 außer Dienst gestellt. |      |

## Technik

### Rumpf und Aufbauten
Der Rumpf der Schiffe der Powhatan–Klasse ist 73,2 Meter lang und 12,8 Meter breit. Der Tiefgang beträgt 4,57 Meter, die Verdrängung beträgt im beladenen Zustand 2260 tn.l., die Leerverdrängung beträgt 1367 tn.l.
Charakteristisch für die Schiffe ist ihr flaches Achterdeck, das nur etwa einen Meter über der Wasserlinie liegt und die hintere Hälfte der Rumpflänge einnimmt. Davor befinden sich die Aufbauten des Schiffes mit der Kommandobrücke und den Mannschaftsquartieren sowie die beiden nebeneinander liegenden Schornsteine. Der Bug ist sehr weit hochgezogen, an ihm befinden sich drei Anker des Schiffs.
Die beiden Masten für das Navigationsradar sowie die Funkanlagen befinden sich oberhalb der Brücke und zwischen den Schornsteinen.

### Antrieb
Der Antrieb der Schiffe erfolgt durch zwei General Motors EMD 20-645F7B Dieselmotoren mit je 3895 PS. Diese treiben zwei Verstellpropeller in Kortdüsen an, die den Schlepper auf bis zu 14,5 Knoten (ca. 26 km/h) beschleunigen und einen Pfahlzug von 54 Tonnen erlauben. Zum Manövrieren verfügen die Powhatans über ein Bugstrahlruder mit einer Leistung von 304 PS. Der Treibstoffvorrat beträgt 600 Tonnen, die Reichweite liegt damit bei 10.000 Seemeilen.

### Ausrüstung und Besatzung
Die Schleppausrüstung der Powhatans befindet sich auf dem Achterdeck, hier sind mehrere starke Seilwinden sowie Befestigungspoller zum Schleppen anderer Schiffe angebracht. Das flache Deck verfügt über schwere Befestigungsbolzen in 60-cm-Abständen, an denen Container und weitere Ausrüstungen befestigt werden können. Ebenso kann das Deck als Hubschrauberlandeplatz verwendet werden. Hinter den Schornsteinen befindet sich auf der Steuerbordseite ein Kran mit 10 Tonnen Tragfähigkeit, auf der Backbordseite hängt ein hochseetüchtiges Beiboot in den Davits. Zur Unterstützung bei Schiffsbränden befinden sich zwei Hochdruckpumpen an Bord, die drei Löschmonitore auf den Aufbauten speisen. Die Monitore können pro Minute über 8000 Liter Löschschaum erzeugen. Neben den Löschanlagen befinden sich auch starke Suchscheinwerfer an Bord. Zusätzlich zu den fest montierten Anlagen können verschiedene modulare Bergungs- und Rettungsgeräte an Bord untergebracht werden, daneben auch Tauchausrüstungen für Bergungstaucher und Material zur Eindämmung von Umweltschäden wie Ölteppichen. Auch mobile Tauchroboter können von Bord eingesetzt werden.
Die Besatzung besteht aus 16 zivilen Seeleuten des Military Sealift Command, die von vier Kommunikationstechnikern der US-Marine unterstützt werden. Bei Rettungseinsätzen können zusätzlich bis zu 20 Rettungs- und Bergungsspezialisten an Bord untergebracht werden.

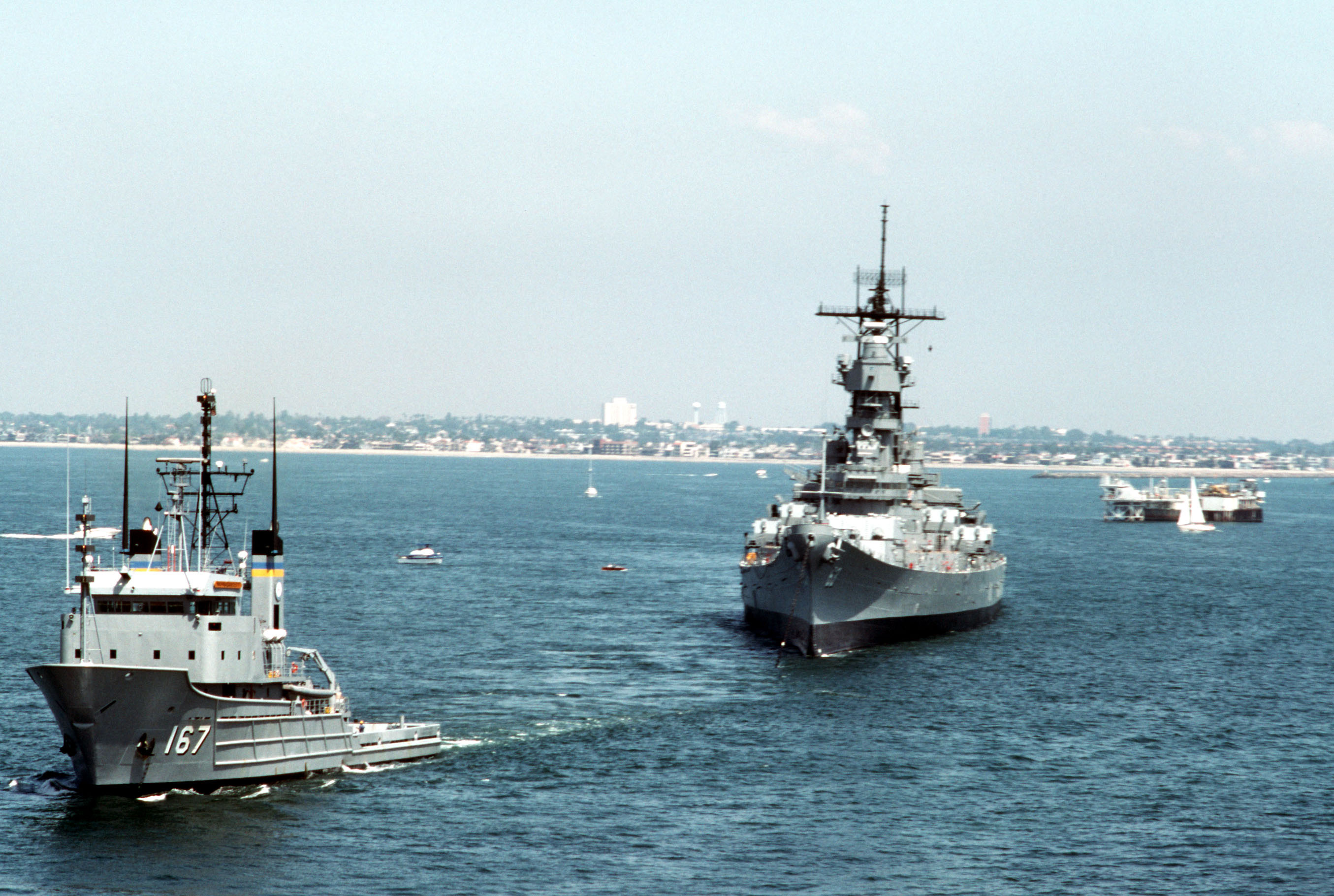
Die Narragansett schleppt die Missouri nach der Stilllegung
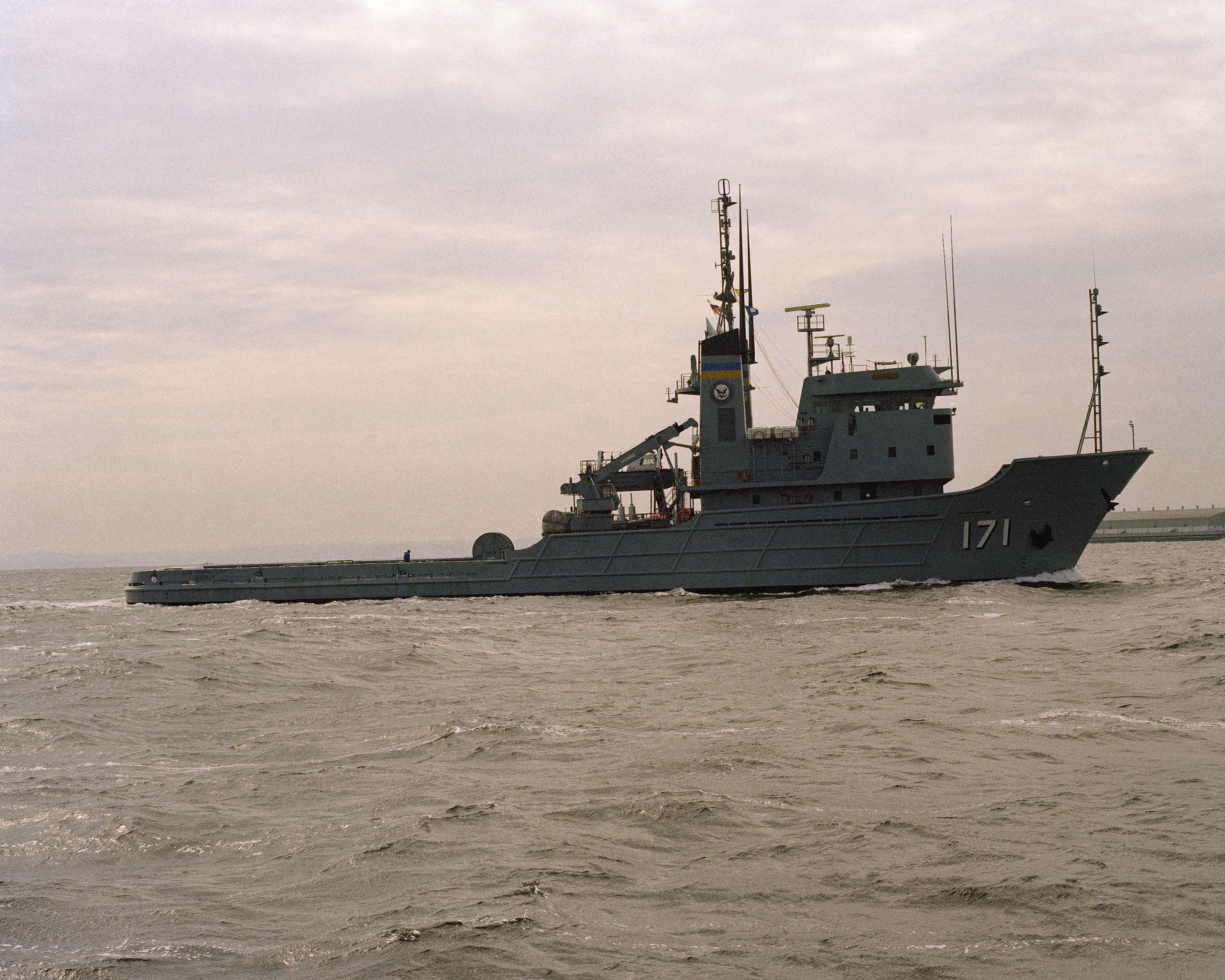
Seitenansicht der Sioux
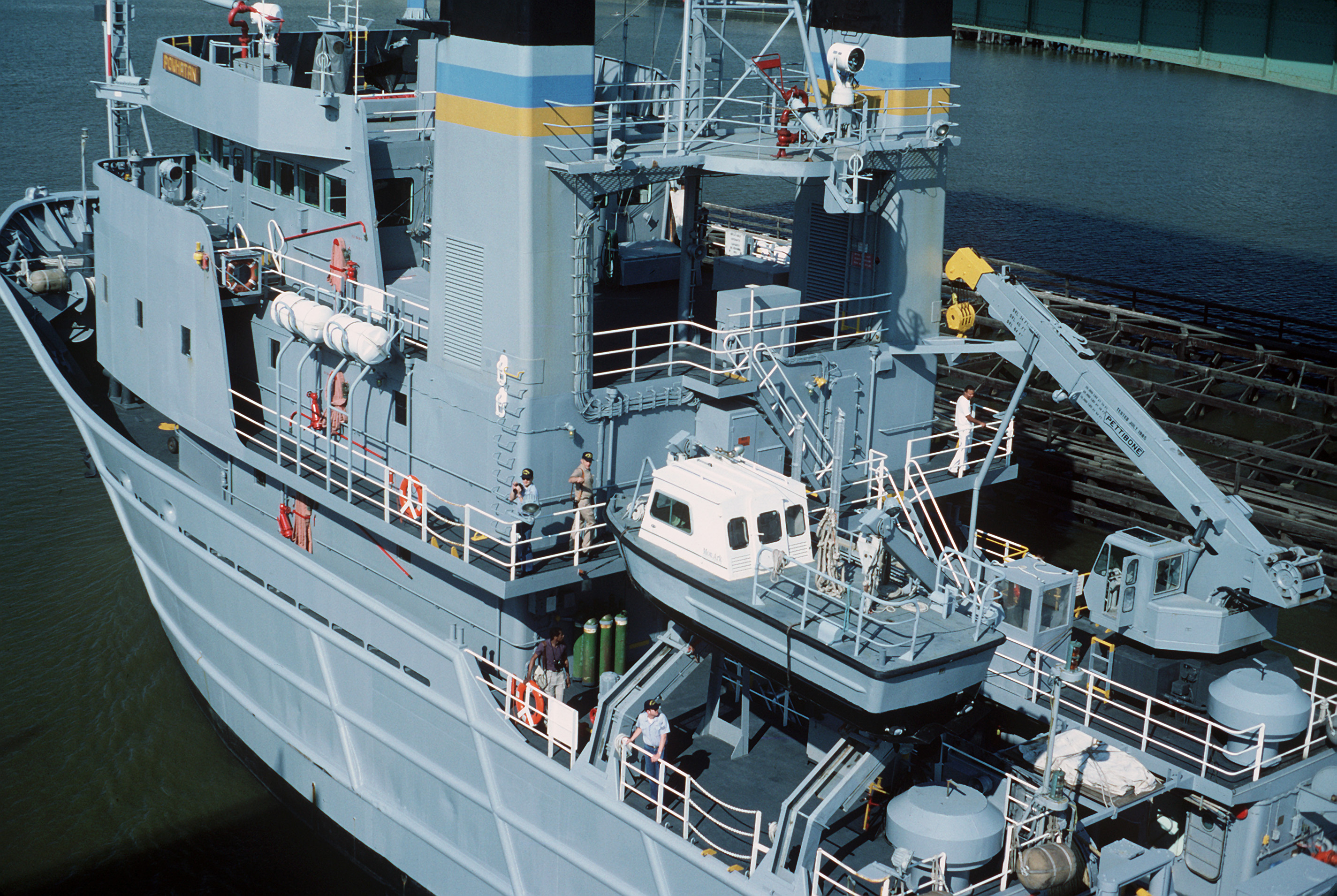
Blick auf die Ausrüstung der Powhatan
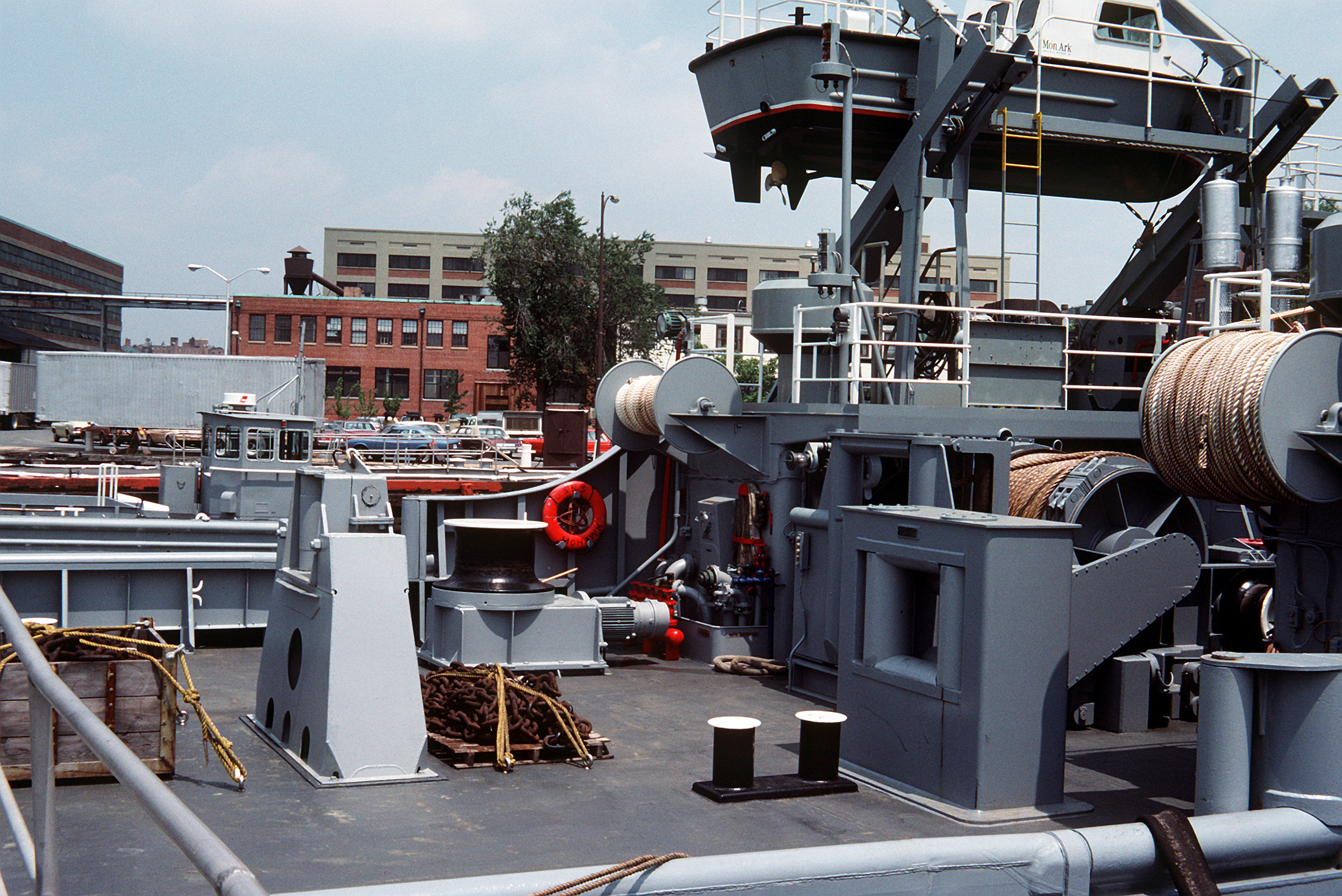
Schleppausrüstung auf dem Achterdeck der Mohawk
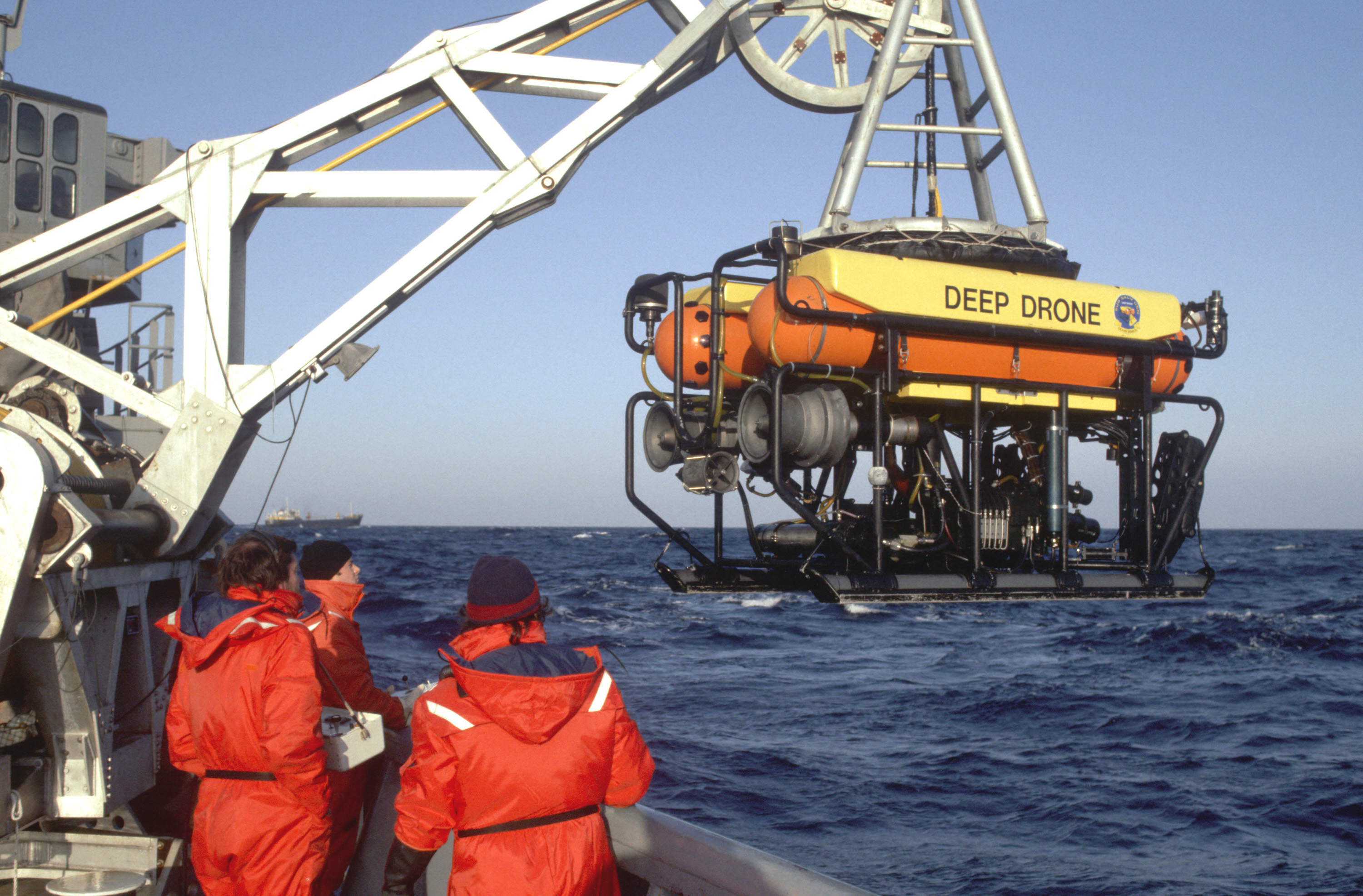
Einsatz einer Tauchdrohne von Bord der Narragansett
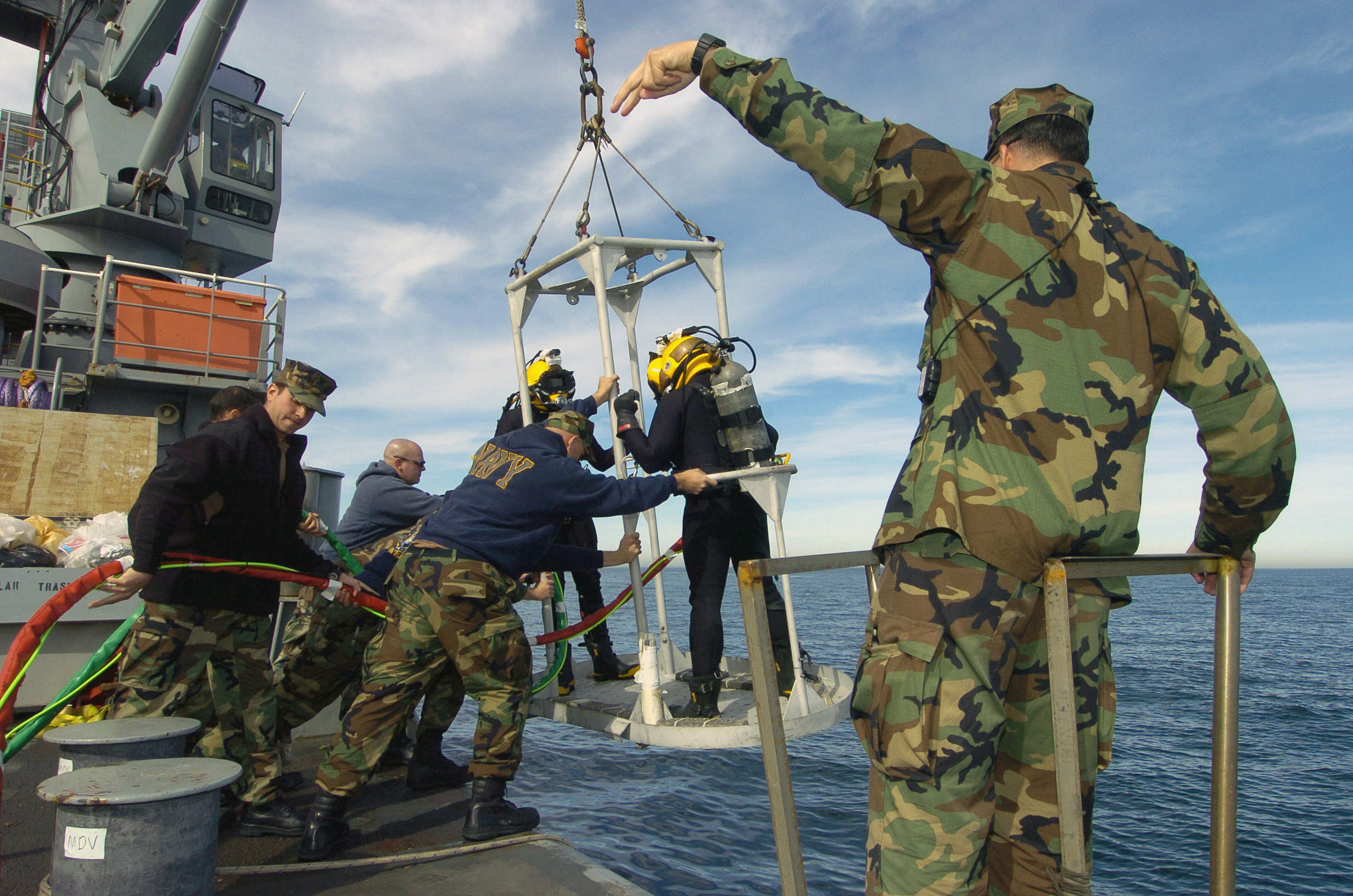
Tauchereinsatz von Bord der Navajo

## Einsatz
Die Schlepper wurden und werden zur Bergung havarierter Schiffe oder zum Schleppen außer Dienst gestellter oder beschädigter Schiffe, die nicht mehr aus eigenem Antrieb fahren können, eingesetzt. Auch der Transport unmotorisierter Pontons oder Frachtkähne ist ihre Aufgabe. Bei Flottenmanövern dienen sie als Sicherung und werden als Zielschlepper für Übungen mit scharfen Waffen verwendet. Auch die Bekämpfung von Ölteppichen und anderen Umweltkatastrophen fällt in ihren Aufgabenbereich, ebenso der Einsatz von Tauchern zur Bergung von Schiffen. Auch bei Such- und Rettungseinsätzen werden die Schiffe eingesetzt.
Zwei der aktiven Schiffe sind bei der Atlantikflotte im Einsatz, zwei sind im Pazifik stationiert. Sie sind keinen festen Verbänden zugeteilt, sondern werden je nach Bedarf mit den verschiedenen US-Flotten eingesetzt. Die jährlichen Betriebskosten liegen bei 3 Millionen US-Dollar pro Schiff.